# Халатян Аїда
Аїда Халатян (нар. 17 листопада 1971) — вірменська тенісистка.
Граючи за «Вірменію» на Кубку ФРС, Халатян мала перемогу-програш 5-4.

## Фінал ITF

### Одиночний (1–1)
| Турнір $ 100 000 |
| Турнір $ 75 000  |
| Турнір $ 50 000  |
| Турнір $ 25 000  |
| Турнір $ 10 000  |

| Результат  | №  | Дата                   | Турнір            | Поверхня | Суперник        | Рахунок  |
| ---------- | -- | ---------------------- | ----------------- | -------- | --------------- | -------- |
| Переможець | 1. | 25 листопада 1991 року | Бахджерра, Алжир  | Хард     | Леа Жирарді     | 7–5, 6–3 |
| Поразка    | 2. | 25 травня 1992 року    | Путіньяно, Італія | Хард     | Крістіна Сальві | 1–6, 2–6 |

### Парний розряд (6–3)
| Результат  | №  | Дата                   | Турнір                  | Поверхня | Партнер        | Суперники                         | Рахунок       |
| ---------- | -- | ---------------------- | ----------------------- | -------- | -------------- | --------------------------------- | ------------- |
| Переможець | 1. | 2 вересня 1991 року    | Бургас, Болгарія        | Хард     | Каріна Курегян | Марія Марфіна Світлана Комлева    | 6–4, 6–2      |
| Переможець | 2. | 18 листопада 1991 року | Бен Акноун, Алжир       | Хард     | Каріна Курегян | Леа Жирарді Рафаелла Лізьєро      | 6–4, 6–2      |
| Переможець | 3. | 25 листопада 1991 року | Бахджерра, Алжир        | Хард     | Каріна Курегян | Наталія Часова Надя Стрельцова    | 7–6 (3), 6–2  |
| Поразка    | 4. | 24 лютого 1992 року    | Яффа, Ізраїль           | Хард     | Каріна Курегян | Вірджинія Хамфріс-Девіс Джейн Вуд | 4–6, 3–6      |
| Переможець | 5. | 2 березня 1992 р       | Рамат-га-Шарон, Ізраїль | Хард     | Каріна Курегян | Вірджинія Хамфріс-Девіс Джейн Вуд | 6–4, 3–6, 6–4 |
| Переможець | 6. | 18 травня 1992 року    | Салерно, Італія         | Глина    | Каріна Курегян | Мануела Баргіс Стефанія Індеміні  | 6–3, 6–0      |
| Поразка    | 7. | 25 травня 1992 року    | Путіньяно, Італія       | Хард     | Каріна Курегян | Ольга Лугіна Олена Макарова       | 2–6, 4–6      |
| Поразка    | 8. | 7 вересня 1992 року    | Варна, Болгарія         | Глина    | Неллі Баркан   | Марія Марфіна Каріна Курегян      | 4–6, 4–6      |
| Переможець | 9. | 26 жовтня 1992 року    | Шяуляй, Литва           | Глина    | Марія Марфіна  | Юлія Лютрова Ізабела Мартін       | 6–4, 6–4      |